# 冀家村乡
冀家村乡是中国河北省邢台市邢台县下辖的一个乡。2020年6月，冀家村乡划归信都区管辖。

## 行政区划
下辖以下地区：
冀家村、胡家楼村、上稻畦村、下稻畦村、小苇峪村、桃树村、穆叩村、东庄村、郑家庄村、安子垴村、石板房村、老道旮旯村、西庄村、南台村、禅林寺村、北口村、营里村和马庄沟村。